# Manbuta nephrosema
Manbuta nephrosema là một loài bướm đêm trong họ Erebidae.